# 考棚 (定州市)
考棚，位于中国河北省保定市城内，为保定市定州市的一个省级文物保护单位，类型为古建筑，公布时间为1982年7月23日。
考棚的历史年代为清代。